# EFD Eisele Flugdienst
E-Aviation – EFD Eisele Flugdienst ist eine deutsche Charterfluggesellschaft mit Sitz in Stuttgart und Basis auf dem Flughafen Stuttgart.

## Geschichte
Eisele Flugdienst wurde 1997 von Alfred Eisele gegründet. Kurz darauf nahm Eisele Flugdienst seinen Flugbetrieb auf. Im Jahre 1999 folgte der Einzug auf den Flughafen Stuttgart, wo EFD noch heute seinen Sitz hat. Seit der Gründung wurde die Flotte stets aufgestockt oder ausgetauscht.

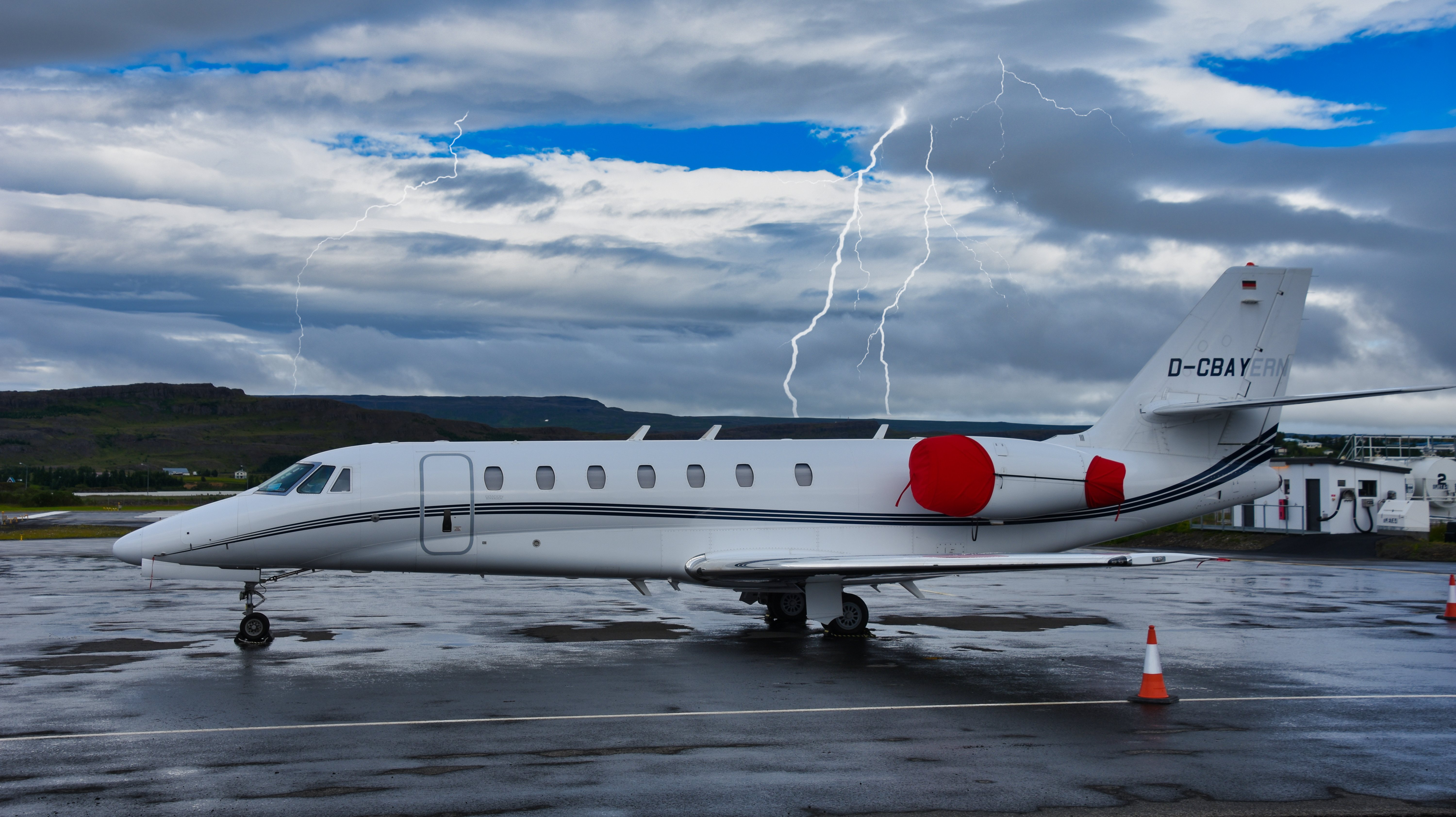
Eine Cessna Citation Sovereign von EFD am Flughafen von Egilsstaðir

## Flugziele
Eisele Flugdienst bietet weltweite Geschäftsreise- und Privatflüge an.

## Flotte

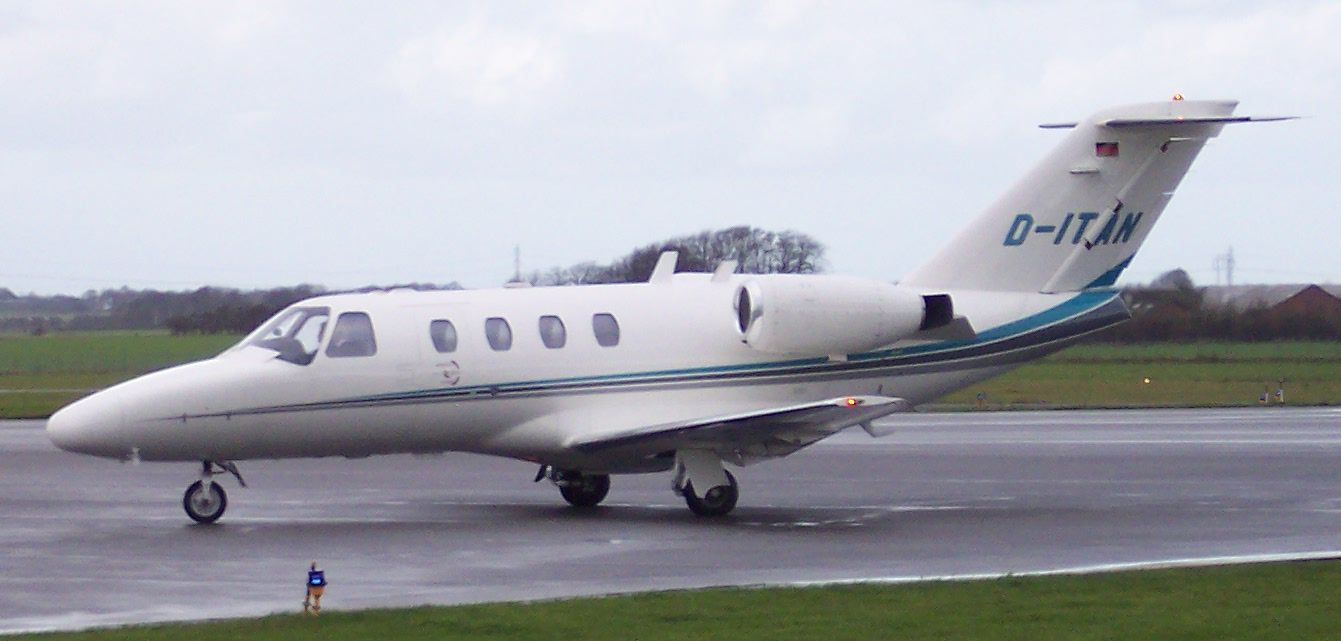
Cessna CitationJet CJ1 der Eisele Flugdienst

Mit Stand Mai 2023 besteht die Flotte der Eisele Flugdienst aus zehn Flugzeugen:
| Flugzeugtyp                | Anzahl | bestellt | Anmerkungen |
| -------------------------- | ------ | -------- | ----------- |
| Beechcraft King Air C90GTI | 01     |          |             |
| Cessna Citation Sovereign  | 02     |          |             |
| Cessna CitationJet CJ3+    | 01     |          |             |
| Cessna CitationJet M2      | 02     |          |             |
| Cessna CitationJet CJ4     | 03     |          |             |
| Cessna Caravan             | 01     |          |             |
| Gesamt                     | 10     | –        |             |